# Guillaume Pierre Godin
Guillaume Pierre Godin o també Guillaume Godin (Baiona, 1260 - Avinyó, 1336) va ser un dominic francès d'origen italià, bisbe i cardenal.
Va professar a l'orde dels Predicadors al seminari de Bordeus, i després va seguir estudis a París. Allà va ser batxiller i després mestre de Teologia. El 1301 va ser prior provincial del seu orde a la província de Provença, i el 1303, en partir-se aquesta província en dues, va ser el primer provincial de Tolosa. El 1306 va ser lector sacre del Palau d'Avinyó, on va llegir teologia durant sis anys. El 1309, juntament amb el bisbe de París, van portar el plet contra Bonifaci VIII davant la Cúria Romana. A causa de les desavinences entre Bonifaci VIII i el rei francès Felip IV, a la mort de Bonifaci, aquest rei va forçar el papa Climent V a promoure un judici contra aquell Papa. Felip IV també exigia el procés contra els templers i el pas del papat a Avinyó. Més endavant, el papa Joan XXII li va encomanar també de portar el plet contra "els Espirituals" o "Germans de la Vida Pobra", un moviment franciscà que va veure alguns dels seus preceptes condemnats al Concili de Viena (1311-1312).
Va ser nomenat cardenal titular pel Papa Climent V el 1312, de la Basílica de Santa Cecília in Trastevere. Va ser cardenal elector en el Conclave de 1314-16. El 1312 i el 1323 va ser Degà del Col·legi cardenalici. A la mort del bisbe titular, el 1317 va ser cardenal-bisbe de Sabina. Va ser Legat pontifici als Regnes Ibèrics el 1320, on pel desembre de 1321 va presidir un magne concili a Palència, que, en ser interromput per la mort de la reina Maria de Molina, va ser continuat a Valladolid. En aquest concili es van disposar vint-i-vuit extenses constitucions.
El 1321 el Papa Joan XXII va conferir la Cambreria de la vila de Reus a Guillaume Godin, que havia quedat vacant el 1317 quan Garcia Miquel d'Ayerbe, l'anterior cambrer, va ser nomenat pel papa bisbe de Lleó. El càrrec de Cambrer de Reus comportava el domini senyorial d'un terç de la vila, la residència al Castell i la totalitat de la senyoria i els delmes pel que fa al terme parroquial. Durant l'interval, la santa Seu s'havia reservat el benefici de les rendes de la vila. El 1324 Reus va demanar al cambrer la creació de l'església parroquial de Sant Pere en església prioral, on hi hagués una comunitat regular de preveres sota la direcció d'un prior, cosa que va concedir el 1325. El primer prior va ser Vidal Ferran, i va destacar més endavant, actuant en nom del prior, Guillem Bruch, cavaller de l'Orde del Sant Sepulcre. Per les seves ocupacions, Guillaume Godin no va dedicar-se a la cambreria de Reus directament, i els assumptes de la cambreria van ser atesos els primers anys per Arnau de França, i a partir de 1327 el procurador va ser Pere de Carraria. Guillaume Pierre Godin va morir a Avinyó el 1336. Va ser succeït a la Cambreria de Reus per Gozzio Battaglia.
Va ser un dels primers oponents de Duns Escot a París. Avui se'l considera autor de l'escrit polèmic Tractatus de causa immediata ecclesiastice potestatis, havia estat atribuït a Petrus de Palude, patriarca de Jerusalem. El trobem representat en un fresc de l'abadia de Sent Sever. El seu escut d'armes figura a la volta de l'església de Saint Dominique, a Tolosa, on també una imatge el representa.